# Xã Henrietta, Michigan
Xã Henrietta (tiếng Anh: Henrietta Township) là một xã thuộc quận Jackson, tiểu bang Michigan, Hoa Kỳ. Năm 2010, dân số của xã này là 4.705 người.